# Książę Hamilton

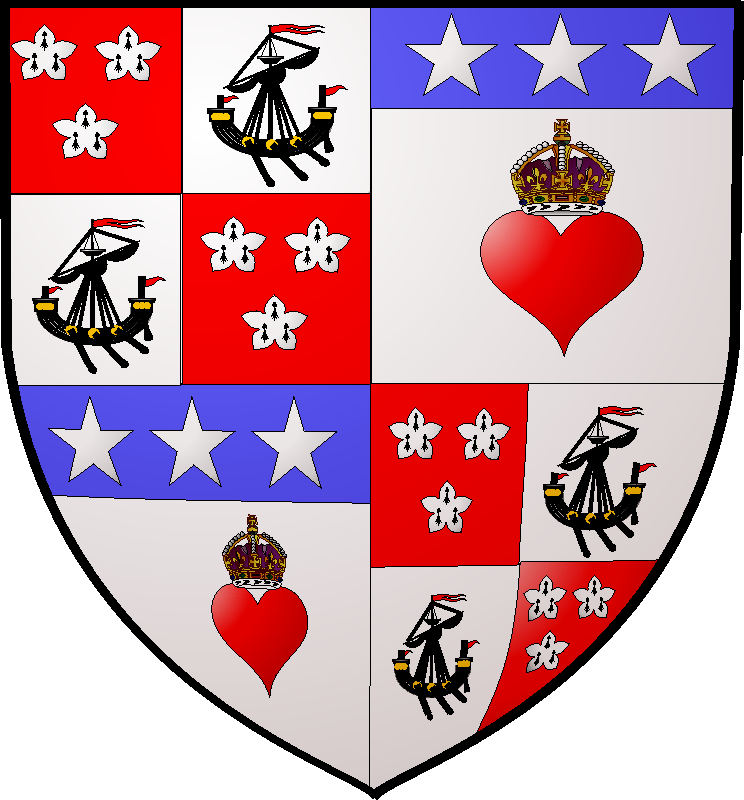
herb książąt Hamilton

Ród Douglasów należy do jednego z najbardziej prominentnych i najbardziej utytułowanych rodów arystokratycznych w Wielkiej Brytanii. Z Douglasów wywodzi się szereg rodów arystokratycznych:
- Książęta Hamilton – używający podwójnego nazwiska Douglas-Hamilton
  - Hrabiowie Angus
  - Hrabiowie Selkirk
- Markizowie Queensberry
- Hrabiowie Morton

Ród Douglasów posiadała również szereg tytułów arystokratycznych, które wygasły lub zostały odziedziczone przez inne rody arystokratyczne:
- Książę Douglas – tytuł wygasł w 1761 r. ze śmiercią Archibalda Douglasa 1. księcia Douglas
- Książę Devon – tytuł wygasł w 1778r ze śmiercią Charlesa Douglas 3. księcia Queensberry
- Książę Queensberry – tytuł przeszedł w ręce rodziny Scott w 1810 r. po śmierci Williama Douglasa 4. księcia Queensberry
- Hrabia Ruglen i March – tytuł wygasł w 1810 r. ze śmiercią Williama Douglasa 4. księcia Queensberry
- Hrabia Forfar i Ormonde – tytuł wygasł w 1715 r. ze śmiercią Archbalda Douglasa 2. hrabiego Forfar
- Hrabia Dumbarton – tytuł wygasł w 1748 r. ze śmiercią George'a Douglasa 2. hrabiego Dumbarton
- Hrabia Ornkley – tytuł przeszedł w ręce rodziny o'Brien w 1737 r. po śmierci George'a Douglasa 1. hrabiego Orkney
- Baron Douglas of Douglas – tytuł przeszedł w ręce rodziny Stewartów
- Lord Mordington – tytuł przeszedł w ręce rodziny Weaver w 1791 r. po śmierci Charlesa Douglasa 5. lorda Mordington
- Lord Barras – tytuł przeszedł w ręce rodziny Ogilvie po śmierci Johna Douglasa 2. lorda Barras
- Lord Glenbervie i Ardit – tytuł przeszedł w ręce rodziny MacKenzie w 1812 r. po śmierci Alexandra Douglasa 9. lorda Glenbervie i Ardit

## Książęta Hamilton
- Książęta Hamilton posiadają następujące tytuły arystokratyczne:
  - Książę Hamilton (kreowany w parostwie Szkocji w 1643 r. dla Jamesa Hamiltona 3. Markiza Hamilton odziedziczony w 1716 r. od rodziny Hamiltonów) z dodatkowym tytułem:
    - Markiz Clydesdale

  - Książę Brandon (kreowany w parostwie Wielkiej Brytanii 1711 r. dla Jamesa Douglas-Hamiltona 4. księcia Hamilton) z dodatkowym tytułem:
    - Baron Dutton

  - Markiz Douglas (kreowany w parostwie Szkocji w 1633 r. dla Williama Douglasa 11. Hrabiego Angus odziedziczony w 1761 r. od rodziny Douglasów) z dodatkowymi tytułem:
    - Lord Jedburgh Forest

  - Hrabia Angus (kreowany w parostwie Szkocji 1389 r. dla George'a Douglasa 1. Hrabiego Angus odziedziczony w 1761 r. od rodziny Douglasów) z dodatkowym tytułem:
    - Lord Abernethy

  - Hrabia Arran (kreowany w parostwie Szkocji w 1503 r. dla Jamesa Hamiltona 2. lorda Hamilton odziedziczony w 1716 r. od rodziny Hamiltonów)
    - Lord Aven

  - Hrabia Cambridge (kreowany w parostwie Anglii w 1643 r. dla Jamesa Hamiltona 1. księcia Hamilton odziedziczony w 1716 r. od rodziny Hamiltonów) z dodatkowym tytułem:
    - Baron Innerdale

  - Hrabia Lanark (kreowany w parostwie Szkocji w 1639 r. dla Williama Hamiltona 2.księcia Hamilton odziedziczony w 1716 r. od rodziny Hamiltonów wraz z tytułem:
    - Lord Machansyre i Polmont
- Douglas-Hamiltonowie używają również francuskiego tytułu księcia Châtelherault
- Najstarszy syn księcia Hamilton nosi tytuł markiza Douglas i Clydesdale
- Najstarszy syn markiza Douglas i Clydesdale nosi tytuł hrabiego Angus
- Najstarszy syn hrabiego Angus nosi tytuł lorda Abernathy
- Rodową siedzibą książąt Hamilton jest Lennoxlove House w East Lothian

Baronowie Cadzow 1. kreacji (parostwo Szkocji)
- 1315–1336: Walter fitz Gilbert de Hambledon, 1. baron Cadzow
- 1336–1378: David fitz Walter fitz Gilbert, 2. baron Cadzow
- 1378–1392: David Hamilton, 3. baron Cadzow
- 1392–1410: John Hamilton, 4. baron Cadzow
- 1410–1441: James Hamilton, 5. baron Cadzow
- 1441–1479: James Hamilton, 6. baron Cadzow (został 1. lordem Hamilton)

Lordowie Hamilton 1. kreacji (parostwo Szkocji)
- 1445–1479: James Hamilton, 1. lord Hamilton
- 1479–1529: James Hamilton, 2. lord Hamilton (został 1. hrabią Arran)

Hrabiowie Arran 2. kreacji (parostwo Szkocji)
- 1503–1529: James Hamilton, 1. hrabia Arran
- 1529–1575: James Hamilton, 2. hrabia Arran
- 1575–1609: James Hamilton, 3. hrabia Arran
- 1609–1625: James Hamilton, 4. hrabia Arran (został 2. markizem Hamilton)

Markizowie Hamilton 1. kreacji (parostwo Szkocji)
- Dodatkowy tytuł: lord Aven
- 1599–1604: James Hamilton, 1. markiz Hamilton
- 1604–1625: James Hamilton, 2. markiz Hamilton
- 1625–1649: James Hamilton, 3. markiz Hamilton (został 1. księciem Hamilton)

Książęta Hamilton 1. kreacji (parostwo Szkocji)
- 1643–1649: James Hamilton, 1. książę Hamilton
- 1649–1651: William Hamilton, 2. książę Hamilton–brat 1. księcia Hamilton, syn 2. Markiza Hamilton
- 1651–1698: Anne Hamilton, 3. księżna Hamilton–córka 1. księcia Hamilton

Po śmierci 3. księżnej Hamilton tytuł przeszedł w ręce rodziny Douglas, a potomkowie przyjęli podwójne nazwisko Douglas-Hamilton
Książęta Hamilton 1. kreacji (parostwo Szkocji) 
- 1698–1712: James Douglas-Hamilton, 4. książę Hamilton – syn 3. księżnej Hamilton
- 1712–1743: James Douglas-Hamilton, 5. książę Hamilton – syn 4. księcia Hamilton
- 1743–1758: James Douglas-Hamilton, 6. książę Hamilton – syn 5. księcia Hamilton
- 1758–1769: James George Douglas-Hamilton, 7. książę Hamilton – syn 6. księcia Hamilton
- 1769–1799: Douglas Douglas-Hamilton, 8. książę Hamilton – brat 7. księcia Hamilton, syn 6. księcia Hamilton
- 1799–1819: Archibald Douglas-Hamilton, 9. książę Hamilton – stryj 8. księcia Hamilton, syn 5. księcia Hamilton
- 1819–1852: Alexander Douglas-Hamilton, 10. książę Hamilton – syn 9. księcia Hamilton
- 1852–1863: William Alexander Anthony Archibald Douglas-Hamilton, 11. książę Hamilton – syn 10. księcia Hamilton
- 1863–1895: William Alexander Louis Stephen Douglas-Hamilton, 12. książę Hamilton i 8. hrabia Selkirk – syn 11. księcia Hamilton
- 1895–1940: Alfred Douglas Douglas-Hamilton, 13. książę Hamilton i 9. hrabia Selkirk – kuzyn w 11 pokoleniu 12. księcia Hamilton, praprawnuk 4. księcia Hamilton
- 1940–1973: Douglas Douglas-Hamilton, 14. książę Hamilton – syn 13. księcia Hamilton
- 1973 –: Angus Alan Douglas Douglas-Hamilton, 15. książę Hamilton – syn 14. księcia Hamilton

Następca 15. księcia Hamilton: Alexander Douglas Douglas-Hamilton, markiz Douglas i Clydesdale–syn 15. księcia Hamilton

### Genealogia
| Jan Hamilton, 1 markiz Hamilton 1535–1604    |                                             |                                             |                                             |                                             |                                             |  |  |  |  |                                               |                                               |                                               |                                               |                                               |                                               |  |  |                                                        |                                                        |                                                        |                                                        |                                                        |                                                        |  |  |                                                          |                                                       |                                                       |                                                       |                                                       |                                                       |  |  |  |  |  |  |  |  |  |  |  |  |  |  |  |  |  |  |  |  |  |  |
|                                              |                                             |                                             |                                             |                                             |                                             |  |  |  |  |                                               |                                               |                                               |                                               |                                               |                                               |  |  |                                                        |                                                        |                                                        |                                                        |                                                        |                                                        |  |  |                                                          |                                                       |                                                       |                                                       |                                                       |                                                       |  |  |  |  |  |  |  |  |  |  |  |  |  |  |  |  |  |  |  |  |  |  |
| James Hamilton, 2 markiz Hamilton 1589–1625  |                                             |                                             |                                             |                                             |                                             |  |  |  |  |                                               |                                               |                                               |                                               |                                               |                                               |  |  |                                                        |                                                        |                                                        |                                                        |                                                        |                                                        |  |  |                                                          |                                                       |                                                       |                                                       |                                                       |                                                       |  |  |  |  |  |  |  |  |  |  |  |  |  |  |  |  |  |  |  |  |  |  |
|                                              |                                             |                                             |                                             |                                             |                                             |  |  |  |  |                                               |                                               |                                               |                                               |                                               |                                               |  |  |                                                        |                                                        |                                                        |                                                        |                                                        |                                                        |  |  |                                                          |                                                       |                                                       |                                                       |                                                       |                                                       |  |  |  |  |  |  |  |  |  |  |  |  |  |  |  |  |  |  |  |  |  |  |
|                                              |                                             |                                             |                                             |                                             |                                             |  |  |  |  |                                               |                                               |                                               |                                               |                                               |                                               |  |  |                                                        |                                                        |                                                        |                                                        |                                                        |                                                        |  |  |                                                          |                                                       |                                                       |                                                       |                                                       |                                                       |  |  |  |  |  |  |  |  |  |  |  |  |  |  |  |  |  |  |  |  |  |  |
| James Hamilton, 1 książę Hamilton 1606–1649  | James Hamilton, 1 książę Hamilton 1606–1649 | James Hamilton, 1 książę Hamilton 1606–1649 | James Hamilton, 1 książę Hamilton 1606–1649 | James Hamilton, 1 książę Hamilton 1606–1649 | James Hamilton, 1 książę Hamilton 1606–1649 |  |  |  |  | William Hamilton, 2 książę Hamilton 1616–1651 | William Hamilton, 2 książę Hamilton 1616–1651 | William Hamilton, 2 książę Hamilton 1616–1651 | William Hamilton, 2 książę Hamilton 1616–1651 | William Hamilton, 2 książę Hamilton 1616–1651 | William Hamilton, 2 książę Hamilton 1616–1651 |  |  |                                                        |                                                        |                                                        |                                                        |                                                        |                                                        |  |  |                                                          |                                                       |                                                       |                                                       |                                                       |                                                       |  |  |  |  |  |  |  |  |  |  |  |  |  |  |  |  |  |  |  |  |  |  |
| James Hamilton, 1 książę Hamilton 1606–1649  | James Hamilton, 1 książę Hamilton 1606–1649 | James Hamilton, 1 książę Hamilton 1606–1649 | James Hamilton, 1 książę Hamilton 1606–1649 | James Hamilton, 1 książę Hamilton 1606–1649 | James Hamilton, 1 książę Hamilton 1606–1649 |  |  |  |  | William Hamilton, 2 książę Hamilton 1616–1651 | William Hamilton, 2 książę Hamilton 1616–1651 | William Hamilton, 2 książę Hamilton 1616–1651 | William Hamilton, 2 książę Hamilton 1616–1651 | William Hamilton, 2 książę Hamilton 1616–1651 | William Hamilton, 2 książę Hamilton 1616–1651 |  |  |                                                        |                                                        |                                                        |                                                        |                                                        |                                                        |  |  |                                                          |                                                       |                                                       |                                                       |                                                       |                                                       |  |  |  |  |  |  |  |  |  |  |  |  |  |  |  |  |  |  |  |  |  |  |
| Anna Hamilton, 3 księżna Hamilton 1631–1716  |                                             |                                             |                                             |                                             |                                             |  |  |  |  |                                               |                                               |                                               |                                               |                                               |                                               |  |  |                                                        |                                                        |                                                        |                                                        |                                                        |                                                        |  |  |                                                          |                                                       |                                                       |                                                       |                                                       |                                                       |  |  |  |  |  |  |  |  |  |  |  |  |  |  |  |  |  |  |  |  |  |  |
|                                              |                                             |                                             |                                             |                                             |                                             |  |  |  |  |                                               |                                               |                                               |                                               |                                               |                                               |  |  |                                                        |                                                        |                                                        |                                                        |                                                        |                                                        |  |  |                                                          |                                                       |                                                       |                                                       |                                                       |                                                       |  |  |  |  |  |  |  |  |  |  |  |  |  |  |  |  |  |  |  |  |  |  |
| James Hamilton, 4. książę Hamilton 1658–1712 |                                             |                                             |                                             |                                             |                                             |  |  |  |  |                                               |                                               |                                               |                                               |                                               |                                               |  |  |                                                        |                                                        |                                                        |                                                        |                                                        |                                                        |  |  |                                                          |                                                       |                                                       |                                                       |                                                       |                                                       |  |  |  |  |  |  |  |  |  |  |  |  |  |  |  |  |  |  |  |  |  |  |
|                                              |                                             |                                             |                                             |                                             |                                             |  |  |  |  |                                               |                                               |                                               |                                               |                                               |                                               |  |  |                                                        |                                                        |                                                        |                                                        |                                                        |                                                        |  |  |                                                          |                                                       |                                                       |                                                       |                                                       |                                                       |  |  |  |  |  |  |  |  |  |  |  |  |  |  |  |  |  |  |  |  |  |  |
|                                              |                                             |                                             |                                             |                                             |                                             |  |  |  |  |                                               |                                               |                                               |                                               |                                               |                                               |  |  |                                                        |                                                        |                                                        |                                                        |                                                        |                                                        |  |  |                                                          |                                                       |                                                       |                                                       |                                                       |                                                       |  |  |  |  |  |  |  |  |  |  |  |  |  |  |  |  |  |  |  |  |  |  |
| James Hamilton, 5 książę Hamilton 1703–1743  | James Hamilton, 5 książę Hamilton 1703–1743 | James Hamilton, 5 książę Hamilton 1703–1743 | James Hamilton, 5 książę Hamilton 1703–1743 | James Hamilton, 5 książę Hamilton 1703–1743 | James Hamilton, 5 książę Hamilton 1703–1743 |  |  |  |  |                                               |                                               |                                               |                                               |                                               |                                               |  |  |                                                        |                                                        |                                                        |                                                        |                                                        |                                                        |  |  | Anne Hamilton 1709–1748                                  | Anne Hamilton 1709–1748                               | Anne Hamilton 1709–1748                               | Anne Hamilton 1709–1748                               | Anne Hamilton 1709–1748                               | Anne Hamilton 1709–1748                               |  |  |  |  |  |  |  |  |  |  |  |  |  |  |  |  |  |  |  |  |  |  |
| James Hamilton, 5 książę Hamilton 1703–1743  | James Hamilton, 5 książę Hamilton 1703–1743 | James Hamilton, 5 książę Hamilton 1703–1743 | James Hamilton, 5 książę Hamilton 1703–1743 | James Hamilton, 5 książę Hamilton 1703–1743 | James Hamilton, 5 książę Hamilton 1703–1743 |  |  |  |  |                                               |                                               |                                               |                                               |                                               |                                               |  |  |                                                        |                                                        |                                                        |                                                        |                                                        |                                                        |  |  | Anne Hamilton 1709–1748                                  | Anne Hamilton 1709–1748                               | Anne Hamilton 1709–1748                               | Anne Hamilton 1709–1748                               | Anne Hamilton 1709–1748                               | Anne Hamilton 1709–1748                               |  |  |  |  |  |  |  |  |  |  |  |  |  |  |  |  |  |  |  |  |  |  |
|                                              |                                             |                                             |                                             |                                             |                                             |  |  |  |  |                                               |                                               |                                               |                                               |                                               |                                               |  |  |                                                        |                                                        |                                                        |                                                        |                                                        |                                                        |  |  |                                                          |                                                       |                                                       |                                                       |                                                       |                                                       |  |  |  |  |  |  |  |  |  |  |  |  |  |  |  |  |  |  |  |  |  |  |
| James Hamilton, 6 książę Hamilton 1724–1758  | James Hamilton, 6 książę Hamilton 1724–1758 | James Hamilton, 6 książę Hamilton 1724–1758 | James Hamilton, 6 książę Hamilton 1724–1758 | James Hamilton, 6 książę Hamilton 1724–1758 | James Hamilton, 6 książę Hamilton 1724–1758 |  |  |  |  |                                               |                                               |                                               |                                               |                                               |                                               |  |  | Archibald Hamilton, 9 książę Hamilton 1740–1819        | Archibald Hamilton, 9 książę Hamilton 1740–1819        | Archibald Hamilton, 9 książę Hamilton 1740–1819        | Archibald Hamilton, 9 książę Hamilton 1740–1819        | Archibald Hamilton, 9 książę Hamilton 1740–1819        | Archibald Hamilton, 9 książę Hamilton 1740–1819        |  |  | Karol Powell Hamilton 1747–1825                          | Karol Powell Hamilton 1747–1825                       | Karol Powell Hamilton 1747–1825                       | Karol Powell Hamilton 1747–1825                       | Karol Powell Hamilton 1747–1825                       | Karol Powell Hamilton 1747–1825                       |  |  |  |  |  |  |  |  |  |  |  |  |  |  |  |  |  |  |  |  |  |  |
| James Hamilton, 6 książę Hamilton 1724–1758  | James Hamilton, 6 książę Hamilton 1724–1758 | James Hamilton, 6 książę Hamilton 1724–1758 | James Hamilton, 6 książę Hamilton 1724–1758 | James Hamilton, 6 książę Hamilton 1724–1758 | James Hamilton, 6 książę Hamilton 1724–1758 |  |  |  |  |                                               |                                               |                                               |                                               |                                               |                                               |  |  | Archibald Hamilton, 9 książę Hamilton 1740–1819        | Archibald Hamilton, 9 książę Hamilton 1740–1819        | Archibald Hamilton, 9 książę Hamilton 1740–1819        | Archibald Hamilton, 9 książę Hamilton 1740–1819        | Archibald Hamilton, 9 książę Hamilton 1740–1819        | Archibald Hamilton, 9 książę Hamilton 1740–1819        |  |  | Karol Powell Hamilton 1747–1825                          | Karol Powell Hamilton 1747–1825                       | Karol Powell Hamilton 1747–1825                       | Karol Powell Hamilton 1747–1825                       | Karol Powell Hamilton 1747–1825                       | Karol Powell Hamilton 1747–1825                       |  |  |  |  |  |  |  |  |  |  |  |  |  |  |  |  |  |  |  |  |  |  |
|                                              |                                             |                                             |                                             |                                             |                                             |  |  |  |  |                                               |                                               |                                               |                                               |                                               |                                               |  |  |                                                        |                                                        |                                                        |                                                        |                                                        |                                                        |  |  |                                                          |                                                       |                                                       |                                                       |                                                       |                                                       |  |  |  |  |  |  |  |  |  |  |  |  |  |  |  |  |  |  |  |  |  |  |
| James Hamilton, 7 książę Hamilton 1755–1769  | James Hamilton, 7 książę Hamilton 1755–1769 | James Hamilton, 7 książę Hamilton 1755–1769 | James Hamilton, 7 książę Hamilton 1755–1769 | James Hamilton, 7 książę Hamilton 1755–1769 | James Hamilton, 7 książę Hamilton 1755–1769 |  |  |  |  | Douglas Hamilton, 8 książę Hamilton 1756–1799 | Douglas Hamilton, 8 książę Hamilton 1756–1799 | Douglas Hamilton, 8 książę Hamilton 1756–1799 | Douglas Hamilton, 8 książę Hamilton 1756–1799 | Douglas Hamilton, 8 książę Hamilton 1756–1799 | Douglas Hamilton, 8 książę Hamilton 1756–1799 |  |  | Alexander Hamilton, 10 książę Hamilton 1767–1852       | Alexander Hamilton, 10 książę Hamilton 1767–1852       | Alexander Hamilton, 10 książę Hamilton 1767–1852       | Alexander Hamilton, 10 książę Hamilton 1767–1852       | Alexander Hamilton, 10 książę Hamilton 1767–1852       | Alexander Hamilton, 10 książę Hamilton 1767–1852       |  |  | Augustus Douglas-Hamilton 1781–1849                      | Augustus Douglas-Hamilton 1781–1849                   | Augustus Douglas-Hamilton 1781–1849                   | Augustus Douglas-Hamilton 1781–1849                   | Augustus Douglas-Hamilton 1781–1849                   | Augustus Douglas-Hamilton 1781–1849                   |  |  |  |  |  |  |  |  |  |  |  |  |  |  |  |  |  |  |  |  |  |  |
| James Hamilton, 7 książę Hamilton 1755–1769  | James Hamilton, 7 książę Hamilton 1755–1769 | James Hamilton, 7 książę Hamilton 1755–1769 | James Hamilton, 7 książę Hamilton 1755–1769 | James Hamilton, 7 książę Hamilton 1755–1769 | James Hamilton, 7 książę Hamilton 1755–1769 |  |  |  |  | Douglas Hamilton, 8 książę Hamilton 1756–1799 | Douglas Hamilton, 8 książę Hamilton 1756–1799 | Douglas Hamilton, 8 książę Hamilton 1756–1799 | Douglas Hamilton, 8 książę Hamilton 1756–1799 | Douglas Hamilton, 8 książę Hamilton 1756–1799 | Douglas Hamilton, 8 książę Hamilton 1756–1799 |  |  | Alexander Hamilton, 10 książę Hamilton 1767–1852       | Alexander Hamilton, 10 książę Hamilton 1767–1852       | Alexander Hamilton, 10 książę Hamilton 1767–1852       | Alexander Hamilton, 10 książę Hamilton 1767–1852       | Alexander Hamilton, 10 książę Hamilton 1767–1852       | Alexander Hamilton, 10 książę Hamilton 1767–1852       |  |  | Augustus Douglas-Hamilton 1781–1849                      | Augustus Douglas-Hamilton 1781–1849                   | Augustus Douglas-Hamilton 1781–1849                   | Augustus Douglas-Hamilton 1781–1849                   | Augustus Douglas-Hamilton 1781–1849                   | Augustus Douglas-Hamilton 1781–1849                   |  |  |  |  |  |  |  |  |  |  |  |  |  |  |  |  |  |  |  |  |  |  |
|                                              |                                             |                                             |                                             |                                             |                                             |  |  |  |  |                                               |                                               |                                               |                                               |                                               |                                               |  |  | William Hamilton, 11 książę Hamilton 1811–1863         | William Hamilton, 11 książę Hamilton 1811–1863         | William Hamilton, 11 książę Hamilton 1811–1863         | William Hamilton, 11 książę Hamilton 1811–1863         | William Hamilton, 11 książę Hamilton 1811–1863         | William Hamilton, 11 książę Hamilton 1811–1863         |  |  | Karol Douglas-Hamilton 1808–1873                         | Karol Douglas-Hamilton 1808–1873                      | Karol Douglas-Hamilton 1808–1873                      | Karol Douglas-Hamilton 1808–1873                      | Karol Douglas-Hamilton 1808–1873                      | Karol Douglas-Hamilton 1808–1873                      |  |  |  |  |  |  |  |  |  |  |  |  |  |  |  |  |  |  |  |  |  |  |
|                                              |                                             |                                             |                                             |                                             |                                             |  |  |  |  |                                               |                                               |                                               |                                               |                                               |                                               |  |  | William Hamilton, 11 książę Hamilton 1811–1863         | William Hamilton, 11 książę Hamilton 1811–1863         | William Hamilton, 11 książę Hamilton 1811–1863         | William Hamilton, 11 książę Hamilton 1811–1863         | William Hamilton, 11 książę Hamilton 1811–1863         | William Hamilton, 11 książę Hamilton 1811–1863         |  |  | Karol Douglas-Hamilton 1808–1873                         | Karol Douglas-Hamilton 1808–1873                      | Karol Douglas-Hamilton 1808–1873                      | Karol Douglas-Hamilton 1808–1873                      | Karol Douglas-Hamilton 1808–1873                      | Karol Douglas-Hamilton 1808–1873                      |  |  |  |  |  |  |  |  |  |  |  |  |  |  |  |  |  |  |  |  |  |  |
|                                              |                                             |                                             |                                             |                                             |                                             |  |  |  |  |                                               |                                               |                                               |                                               |                                               |                                               |  |  | William Hamilton Douglas, 12 książę Hamilton 1845–1895 | William Hamilton Douglas, 12 książę Hamilton 1845–1895 | William Hamilton Douglas, 12 książę Hamilton 1845–1895 | William Hamilton Douglas, 12 książę Hamilton 1845–1895 | William Hamilton Douglas, 12 książę Hamilton 1845–1895 | William Hamilton Douglas, 12 książę Hamilton 1845–1895 |  |  | Alfred Douglas-Hamilton, 13 książę Hamilton 1862–1940    | Alfred Douglas-Hamilton, 13 książę Hamilton 1862–1940 | Alfred Douglas-Hamilton, 13 książę Hamilton 1862–1940 | Alfred Douglas-Hamilton, 13 książę Hamilton 1862–1940 | Alfred Douglas-Hamilton, 13 książę Hamilton 1862–1940 | Alfred Douglas-Hamilton, 13 książę Hamilton 1862–1940 |  |  |  |  |  |  |  |  |  |  |  |  |  |  |  |  |  |  |  |  |  |  |
|                                              |                                             |                                             |                                             |                                             |                                             |  |  |  |  |                                               |                                               |                                               |                                               |                                               |                                               |  |  | William Hamilton Douglas, 12 książę Hamilton 1845–1895 | William Hamilton Douglas, 12 książę Hamilton 1845–1895 | William Hamilton Douglas, 12 książę Hamilton 1845–1895 | William Hamilton Douglas, 12 książę Hamilton 1845–1895 | William Hamilton Douglas, 12 książę Hamilton 1845–1895 | William Hamilton Douglas, 12 książę Hamilton 1845–1895 |  |  | Alfred Douglas-Hamilton, 13 książę Hamilton 1862–1940    | Alfred Douglas-Hamilton, 13 książę Hamilton 1862–1940 | Alfred Douglas-Hamilton, 13 książę Hamilton 1862–1940 | Alfred Douglas-Hamilton, 13 książę Hamilton 1862–1940 | Alfred Douglas-Hamilton, 13 książę Hamilton 1862–1940 | Alfred Douglas-Hamilton, 13 książę Hamilton 1862–1940 |  |  |  |  |  |  |  |  |  |  |  |  |  |  |  |  |  |  |  |  |  |  |
|                                              |                                             |                                             |                                             |                                             |                                             |  |  |  |  |                                               |                                               |                                               |                                               |                                               |                                               |  |  |                                                        |                                                        |                                                        |                                                        |                                                        |                                                        |  |  | Douglas Douglas-Hamilton, 14. książę Hamilton 1903–1973  |                                                       |                                                       |                                                       |                                                       |                                                       |  |  |  |  |  |  |  |  |  |  |  |  |  |  |  |  |  |  |  |  |  |  |
|                                              |                                             |                                             |                                             |                                             |                                             |  |  |  |  |                                               |                                               |                                               |                                               |                                               |                                               |  |  |                                                        |                                                        |                                                        |                                                        |                                                        |                                                        |  |  |                                                          |                                                       |                                                       |                                                       |                                                       |                                                       |  |  |  |  |  |  |  |  |  |  |  |  |  |  |  |  |  |  |  |  |  |  |
|                                              |                                             |                                             |                                             |                                             |                                             |  |  |  |  |                                               |                                               |                                               |                                               |                                               |                                               |  |  |                                                        |                                                        |                                                        |                                                        |                                                        |                                                        |  |  | Angus Douglas-Hamilton, 15. książę Hamilton 1938–2010    |                                                       |                                                       |                                                       |                                                       |                                                       |  |  |  |  |  |  |  |  |  |  |  |  |  |  |  |  |  |  |  |  |  |  |
|                                              |                                             |                                             |                                             |                                             |                                             |  |  |  |  |                                               |                                               |                                               |                                               |                                               |                                               |  |  |                                                        |                                                        |                                                        |                                                        |                                                        |                                                        |  |  |                                                          |                                                       |                                                       |                                                       |                                                       |                                                       |  |  |  |  |  |  |  |  |  |  |  |  |  |  |  |  |  |  |  |  |  |  |
|                                              |                                             |                                             |                                             |                                             |                                             |  |  |  |  |                                               |                                               |                                               |                                               |                                               |                                               |  |  |                                                        |                                                        |                                                        |                                                        |                                                        |                                                        |  |  | Aleksander Douglas-Hamilton, 16 książę Hamilton ur. 1978 |                                                       |                                                       |                                                       |                                                       |                                                       |  |  |  |  |  |  |  |  |  |  |  |  |  |  |  |  |  |  |  |  |  |  |